# Кинделя (река)
Кинде́ля — река в Оренбургской области. Впадает в старицу Кош в правобережье реки Урал.

## Описание
Длина реки 145 км, площадь водосборного бассейна 1830 км². Исток в 5 км к северо-западу от хутора Вязовка в Переволоцком районе. От истока течёт на запад по Новосергиевскому району. В низовьях течёт на юго-запад по Ташлинскому району и по границе Илекского района. Впадает в старицу Кош в пойме Урала в 3,7 км к востоку от села Бородинск.
Русло очень извилистое, образует многочисленные старицы и рукава.
Бассейн находится в степной зоне. На севере бассейна ведётся добыча нефти (Загорское месторождение).
Крупнейшие населённые пункты (более 500 чел, 2010): на берегах реки — Кинделя, Алексеевка, Мустаево, Рыбкино, Герасимовка, Ясная Поляна; в остальной части бассейна — Кулагино, Лапаз.
Гидроним Кинделя, по одной из версий, имеет тюркское происхождение и переводится как «Широкая река».
Основные притоки

(от устья, в скобках указана длина в км)
- 81 км пр: Кинделька (нижняя) (32)
- 97 км лв: Суходол (22)
- 108 км пр: Кинделька (верхняя) (23)
- ?? км лв: Мокрая Волостниковка
- ?? км лв: Кочканка

## Данные водного реестра
По данным государственного водного реестра России относится к Уральскому бассейновому округу, водохозяйственный участок реки — российская часть бассейна реки Урал ниже впадения в него реки Сакмара без реки Илек. Речной бассейн реки — Урал (российская часть бассейна).
Код объекта в государственном водном реестре — 12010001012112200009584.